# Christina Eschner
Christina Eschner (* 1978 in Berlin-Pankow) ist eine deutsche evangelische Theologin im Fach Neues Testament.

## Leben
Eschner studierte Evangelische Theologie und Klassische Philologie an der Humboldt-Universität zu Berlin (1997–2007). Ihre grundständige Promotion (2007, summa cum laude) schloss sie auf Grundlage der Dissertation „Gestorben und hingegeben für die Sünder“ bei Cilliers Breytenbach ab. Von 2007 bis zum Abschluss der Habilitation 2017 war sie Wissenschaftliche Mitarbeiterin am Lehrstuhl für Literatur-, Religions- und Zeitgeschichte des Urchristentums von Cilliers Breytenbach. 2008 legte sie das Erste Theologische Examen in der Evangelischen Kirche Berlin-Brandenburg-schlesische Oberlausitz ab, 2010 das Zweite Theologische Examen nach dem berufsbegleitenden Vikariat. 2011 erfolgt die Ordination zur Pfarrerin. Von November 2011 bis April 2012 führte sie einen Forschungsaufenthalt am Oxford Centre for Hebrew and Jewish Studies durch. 2017 habilitierte sie sich im Fach Neues Testament an der Humboldt-Universität zu Berlin mit einer Arbeit zum „Essen im antiken Judentum und Urchristentum“. Anschließend war sie Privatdozentin an der Humboldt-Universität zu Berlin.
Seit April 2022 ist sie Professorin für Neues Testament am Fachbereich Theologie der Friedrich-Alexander-Universität Erlangen-Nürnberg.

## Veröffentlichungen

### Bücher
- Gestorben und hingegeben „für“ die Sünder. Die griechische Konzeption des Unheil abwendenden Sterbens und deren paulinische Aufnahme für die Deutung des Todes Jesu Christi. Band 1: Auslegungen der paulinischen Formulierungen. Band 2: Darstellung und Auswertung des griechischen Quellenbefundes, WMANT 122, Neukirchen-Vluyn 2010. (Dissertation)
- Essen im antiken Judentum und Urchristentum. Diskurse zur sozialen Bedeutung von Tischgemeinschaft, Speiseverboten und Reinheitsvorschriften, AJEC 108, Leiden 2019. (Habilitationsschrift)

### Artikel (Auswahl)
- Petrus in der Mitte zwischen Paulus und Jakobus? Zum Verhältnis dieser drei Apostel des Urchristentums. In: Judith M. Lieu (Hg.): Peter in the Early Church. Apostle – Missionary – Church Leader, BEThL 325, Leuven 2021, S. 511–535.
- Die Hingabe des einzigen Sohnes „für“ uns alle. Zur Wiederaufnahme des Sterben-„für“-Motivs aus Röm 5,6–8 in Röm 8,32. In: Udo Schnelle (Hg.): The Letter to the Romans, BEThL 226, Leuven 2009, S. 659–678.
- Jesus’ Table Fellowship with Tax Collectors and Sinners as Therapy. The Symposium Tradition as the Background of Mark 2,15–17. In: Geert Van Oyen (Hg.): Reading the Gospel of Mark in the Twenty-First Century. Method and Meaning, BEThL 301, Leuven 2019, S. 519–534.
- „Der mich geliebt und sich selbst ‚für‘ mich hingegeben hat“ (Gal 2,20). Die griechische Konzeption des Unheil abwendenden Sterbens als zentrale Heilskategorie des Galaterbriefes. In: David du Toit/Christine Gerber/Christiane Zimmermann (Hg.): Sōteria. Salvation in Early Christianity and Antiquity. FS Cilliers Breytenbach, NT.S 175, Leiden 2019, S. 307–329.